# 大芬村

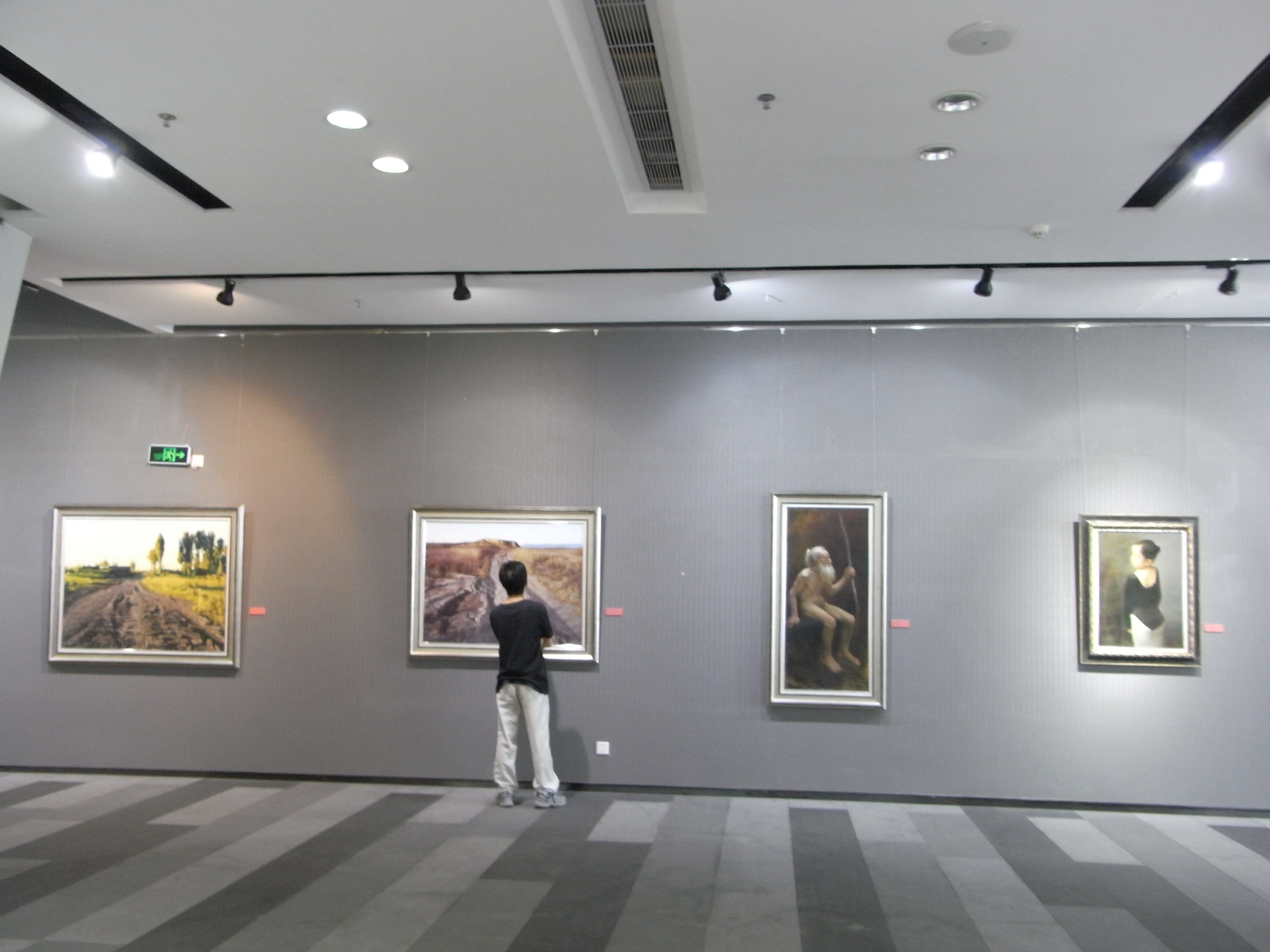
大芬村2010

大芬村（だいふん/ダーフェン-そん、Dàfēn）は、中国深圳市竜崗区布吉街道の地名。国内需要のほか、輸出用の油絵の卸売を行う地域として知られる。特に複製画では世界市場の6割のシェアを占め、「大芬油絵村」とも呼ばれる観光地でもある。

## 概要
1980年代の終わりごろ、香港の画商である黄江が興した。彼は元は香港で複製画製造・販売を行っていたが、コストの高騰によりこの地に職人達と共に移転した。人口は当初200人だったが、2013年現在では美術工芸を通じて10,000人を超える人口を擁する。元々農村だった所であり、名称こそ村であるが、近年の深圳のスプロール現象に取り込まれて田畑は無くなり、市街地の一角となっている。
1990年代、中国が高度成長する過程で絵画需要は高まった。大芬村で作られた西洋油絵のコピー作品（パスティッシュ含む）は、こうした需要を埋めるように爆発的な売れ行きを見せた。初期の大芬村の作品はコピーに徹していたため、数人の職人が工場の流れ作業のように絵画を仕上げる量産体制が確立されていた。
主要販売先の一つには、ゴッホの出身地であるオランダがある。ゴッホ美術館の近くにある土産物店には、大芬村産のゴッホの複製品が多数並び観光客相手に売られている。
一方、著作権が切れていない近代画家のコピー作品は、国際問題となることもあったが、逆に特定の画家によるオリジナルの絵画を作るきっかけともなり、地域の成長を加速させた。現在は地元当局による著作権侵害や贋作を予防する（オリジナルにあるサインを複製画に入れてはいけない）為のパトロールが行われている。また、複製画産業がコストの安い場所に持っていかれた時を見据えて、価格交渉権を持てるオリジナル作品の大量製作も試みられている。
この場所は深圳で画家を目指す者の登竜門となっている。複製画のみを手がける絵描きは『画工』と呼ばれており、『画家』と呼ばれるには深圳市の公募展に3回入選する必要が有る。深圳市は『画家』を優遇する政策を採っており、『画家』になると村内にある『画家』専用の住居に周辺の賃料の1/3の値段で住める、などの恩恵を受けられる。

## アクセス
- 深圳地下鉄竜崗線大芬駅下車。

## テレビ番組
- 日経スペシャル ガイアの夜明け "中国は今" 第1回 “ニセモノ大国”の実態（2007年8月28日、テレビ東京）[5] - 中国のコピー村を取材。